# جزایر سوردروپ
جزایر سوردروپ (انگلیسی: Sverdrup Islands) نام مجمع‌الجزایری است در متعلق به کانادا که در اقیانوس منجمد شمالی واقع شده‌است.
جزایر سوردروپ بخشی از مجموعه جزایر ملکه الیزابت به‌شمار می‌آیند و در غرب جزیره الزمیر واقع شده و بین ۷۷° تا ۸۱° درجه شمالی و ۸۵° تا ۱۰۶° درجه غربی قرار گرفته‌اند. از نظر تقسیمات کشوری جزایر سوردروپ جزئی از قلمرو نوناووت کانادا هستند.

## پیشینه
جزایر سوردروپ به نام اتو سوردروپ، کاشف نروژی، نامیده شده‌اند. او با کشتی خود که «فرام» نام داشت بین ۱۸۹۸ تا ۱۹۰۲ این جزایر را کشف و نقشه‌برداری کرد البته پیش از آن اسکیموها در برخی از این جزایر سکونت داشتند. اتو سوردروپ ادعای مالکیت این جزایر برای نروژ شد اما دولت نروژ تا سال ۱۹۲۸ پیگیر این مسئله نشد. در آن سال دولت نروژ مدعی مالکیت این جزایر شد و علت اصلی آن به این خاطر بود که می‌خواست در مذاکرات خود با بریتانیا بر سر دو جزیره دیگر قدرت چانه‌زنی بیشتری پیدا کند. دو جزیره مورد نظر نروژ عبارت بودند از یان ماین در شمالگان و جزیره بووه در جنوبگان. نروژ در ۱۱ نوامبر ۱۹۳۰ مالکیت کانادا بر جزایر سوردروپ را به‌رسمیت شناخت. بریتانیا نیز در ۱۹ نوامبر همان سال مالکیت نروژ بر جزیره یان ماین را به‌رسمیت شناخت.

## جزیره‌های اصلی
| جزیره        | قله              | ارتفاع به متر | مساحت کیلومتر مربع | رتبه در کانادا | رتبه جهانی |
| ------------ | ---------------- | ------------- | ------------------ | -------------- | ---------- |
| اکسل هایبرگ  | قله آتلوک        | ۲٬۲۱۱         | ۴۳٬۱۷۸             | ۷              | ۳۲         |
| الف رینگنس   | ...              | ۲۶۰           | ۱۱٬۲۹۵             | ۱۶             | ۶۹         |
| آموند رینگنس | ...              | ۲۶۵           | ۵٬۲۵۵              | ۲۵             | ۱۱۱        |
| میگن         | ...              | ۳۰۰           | ۹۵۵                | ۵۰             | ۳۳۷        |
| کینگ کریسشین | کوه کینگ کریسشین | ۱۶۵           | ۶۴۵                | ۶۰             | ۴۲۰        |
| استور        | ...              | ۵۰۰           | ۳۱۳                | ۸۷             | ...        |
| سوردروپ      | قله آتلوک        | ۲٬۲۱۱         | ۶۶٬۰۰۰             | -              | -          |